# G1716/1717、G1715/1718次列车
G1716/1717、G1715/1718次列车是中国铁路运行于直辖市上海市上海虹桥站至河南省驻马店市驻马店西站间的高速动车组列车，现每天开行1对列车，途经上海市、江苏省、安徽省、湖北省、河南省一市四省，列车客运乘务由武汉局集团武汉客运段担当。其中上海虹桥站至驻马店西站运行6小时59分，使用车次为G1716/1717次；驻马店西站至上海虹桥站运行5小时49分，使用车次为G1715/1718次。

## 历史
2018年7月1日，原上海虹桥~驻马店西D3094/3095、D3085/3088次列车调整列车等级为高速动车组列车，车次调整为G1716/1717、G1715/1718次。

## 使用列车
本对列车使用配属武汉局集团武汉动车所的CR400AF-A。